# Vampyriscus
Vampyriscus — рід родини листконосові (Phyllostomidae), ссавець ряду лиликоподібні (Vespertilioniformes, seu Chiroptera). Містить три види, раніше включених в рід Vampyressa. Ці два роду розрізняються по морфології їхніх кісток і зубів і структурі волосяного покриву, а також згідно з філогенетичними дослідженнями Baker et al. (2003), Hoofer and Baker (2006).

## Види
- Vampyriscus bidens
- Vampyriscus brocki
- Vampyriscus nymphaea